# Ilsenburg (Harz)
Ilsenburg (Harz) − miasto w Niemczech, w kraju związkowym Saksonia-Anhalt, w powiecie Harz.
1 lipca 2009 przyłączono do miasta dwie gminy: Darlingerode i Drübeck.

## Współpraca
Miejscowości partnerskie:
- Bad Harzburg, Dolna Saksonia
- Burglesum, dzielnica Bremy